# التنظيم القانوني للهندسة الوراثية

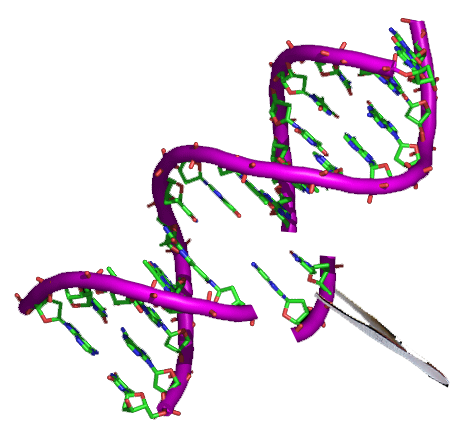
رسم تخطيطي يصور عملية إزالة قطعة من الحمض النووي (DNA) بواسطة أداة تشبه الملقط.

يختلف التنظيم القانوني للهندسة الوراثية (بالإنجليزية: Regulation of genetic engineering)‏ اختلافًا كبيرًا حسب البلد. تستخدم بلدان مثل الولايات المتحدة وكندا ولبنان ومصر التكافؤ الجوهري كنقطة انطلاق عند تقييم السلامة، في حين أن العديد من البلدان مثل تلك الموجودة في الاتحاد الأوروبي والبرازيل والصين تخول زراعة الكائنات المحورة وراثياً على أساس كل حالة على حدة. تسمح العديد من الدول باستيراد أغذية معدلة وراثيا بترخيص، لكن إما أنها لا تسمح بزراعتها مثل (روسيا، النرويج) أو لديها أحكام تخص زراعتها، دون إنتاج منتجات محورة وراثيا (اليابان، كوريا الجنوبية). معظم البلدان التي لا تسمح بزراعة الكائنات المعدلة وراثيًا تسمح بإجراء البحوث عليها. 
إحدى القضايا الرئيسية المتعلقة بالتنظيم القانوني هي إن كان ينبغي تسمية المنتجات المعدلة وراثيا. ويتم وضع علامات على منتجات الكائنات المحورة وراثيًا بشكل إلزامي في السوق في 64 دولة.  يمكن أن يصل وضع العلامات إلزاميًا إلى مستوى محتوى الغذاء المعدّل (والذي يختلف بين بلد) أو يكون اختياريًا. وجدت دراسة تحقق في وضع العلامات الطوعية في جنوب إفريقيا أن 31٪ من المنتجات التي تحمل علامة «خالي من الكائنات المعدلة وراثيًا» تحتوي على محتوى معدّل وراثيًا يتجاوز 1.0٪.  يعتبر وضع العلامات على الأغذية المعدلة وراثيا أمرًا طوعيًا في كندا والولايات المتحدة الأمريكية،  بينما في أوروبا فيجب تسمية جميع المواد الغذائية (بما في ذلك الأغذية المصنعة) أو الأعلاف التي تحتوي على أكثر من 0.9٪ من الكائنات المعدلة وراثيًا المعتمدة. 